# Carlos Fernández Sessarego
Carlos Fernández Sessarego (Callao, 7 de marzo de 1926-Lima, 29 de julio de 2019) fue un jurista peruano.

## Biografía
Hijo del periodista costarricense Carlos Fernández Mora y de Catalina Sessarego Casaretto. Realizó sus estudios escolares en el Colegio Peruano-Italiano Antonio Raimondi.
Ingresó a la Facultad de Letras de la Universidad Nacional Mayor de San Marcos, en la cual se graduó en 1947. Luego estudió en la Facultad de Derecho de la misma universidad, en la cual se graduó con la tesis Bosquejo para una determinación ontológica del Derecho y obtuvo el título de Abogado en 1951. Obtuvo el grado de Doctor en Derecho en 1961 con la tesis Derecho de las Personas. Esta última fue publicada por la Universidad Nacional Mayor de San Marcos con el título La noción jurídica de persona, con lo cual Fernández Sessarego obtuvo el Premio Nacional de Cultura “Francisco García Calderón”.
Siendo estudiante trabajó en la revista Turismo y luego en el Ministerio de Relaciones Exteriores desde 1944. Sin embargo, en octubre de 1948, con el golpe de Manuel Odría, renunció a la Cancillería. Trabajó también en el estudio Barandarián, Montoya & Del Carpio de José León Barandiarán y en el diario La Prensa. Una vez titulado como abogado, trabajó en el Estudio Romero hasta 1953.
En 1956 fue cofundador de la Democracia Cristiana, partido en el cual se mantuvo hasta 1967.
De 1977 a 1981 fue Vicesecretario Cultural del Instituto Italo - Latino Americano, ubicado en Roma.
Fue Presidente de la Academia Peruana de Derecho.
Miembro de la Asociación Civil Transparencia, 
Fue Miembro de Número de la Academia Nacional de Derecho de Lima, de la Academia Nacional de Derecho y Ciencias Sociales de Buenos Aires y de la Academia Nacional de Derecho y Ciencias Sociales de Córdoba, Argentina. De la misma manera, fue Académico Honorario de la Real Academia de Jurisprudencia y Legislación.
Falleció en Lima en julio de 2019.

### Labor docente
Fue docente en la Universidad Nacional Mayor de San Marcos, en la cual fundó el Instituto de Derecho Comparado del Perú. 
Se desempeñó como docente en la Pontificia Universidad Católica del Perú, 
En la Universidad de Lima fue docente de la Facultad de Derecho e impulsor de la Maestría en Derecho así como Director del Centro de Investigación de Derecho y Ciencias Políticas de 1990 a 1996.
Fue también docente en la Universidad de San Martín de Porres y en la Universidad Antonio Ruiz de Montoya. Fue profesor visitante en la Universidad de Buenos Aires, en la Universidad de Siena, en la Universidad de Nápoles y en la Universidad Autónoma de Madrid.

## Actividad pública
Desde 1944 hasta 1948 fue funcionario del Ministerio de Relaciones Exteriores, en el cual fue Secretario de la Dirección de Asuntos Comerciales. Como tal asistió como Secretario de la Delegación Peruana en la Conferencia de las Naciones Unidas sobre Comercio y Empleo realizada en La Habana en noviembre de 1947.
En el Primer Gobierno de Fernando Belaúnde Terry, fue miembro del Directorio del Banco de la Nación de 1964 a 1967, en el cual también se encargó de la reforma de la Empresa del Estanco del Tabaco.
Fue Miembro de la Comisión Consultiva del Ministerio de Relaciones Exteriores de 1990 a 1992. Renunció debido al Autogolpe de Estado de Perú de 1992

### Ministro de Justicia
El 4 de febrero de 1965 fue designado Ministro de Justicia y Culto por el presidente Fernando Belaúnde Terry. Permaneció en el cargo hasta el 15 de setiembre de 1965.

## Publicaciones
- Derecho médico: de las nociones fundamentales y la responsabilidad médica (2018)
- Estudios críticos sobre el código civil: análisis crítico y actual de sus bases dogmáticas y de su aplicación práctica (2014) con Manuel Torres
- El derecho a imaginar el derecho: análisis, reflexiones y comentarios (2011)
- La responsabilidad civil del médico y el consentimiento informado (2011)
- El derecho a la democracia: repensando un modelo societario constitucional (2008) con Helder Domínguez
- Protección jurídica de la persona (1992)
- Derecho a la identidad personal (1992)
- Nuevas tendencias en el derecho de las personas (1990)
- Derecho y persona (1990)
- El derecho como libertad: la teoría tridimensional del derecho (1987)
- La persona en la doctrina jurídica contemporánea (1984)
- Comparación jurídica y unidades del sistema jurídico latinoamericano (1978)
- Pluralidad de elementos que integran el derecho (1973)
- Imagen de Fernando Tola (1962)
- La noción jurídica de persona (1962)

## Reconocimientos
- Premio Nacional de Fomento a la Cultura “Francisco García calderón” otorgado por la obra “La noción jurídica de persona”
- Premio “Juan Bautista de Lavalle” al mejor trabajo estudiantil sobre Francisco García Calderón
- Condecoraciones de los colegios de abogados de Lima, del Callao, de Ica
- “Laureles a la docencia sanmarquina” otorgado por la Universidad Nacional Mayor de San Marcos de Lima
- Orden El Sol del Perú
- Orden Francisco de Miranda, Gobierno de Venezuela
- Profesor Emérito de la Universidad Nacional Mayor de San Marcos